# Hong Kong and Kowloon Fuk Tak Buddhist Association
Hong Kong and Kowloon Fuk Tak Buddhist Association is een Chinees-boeddhistische tempel in Kowloon, Hongkong. Ten oosten van de tempel ligt de daoïstische tempel Yuen Ching Kok. Ten zuidoosten van de tempel is er de Chi Yeunggrot waar Sun Wukong en Guanyin worden vereerd.
De tempel vereerd hoofdzakelijk de monnik Jigong, die ook wel bekendstaat als een levende boeddha. Het gebouw staat in een bergachtig gebied.
Het was oorspronkelijk een tempel gewijd aan Tudigong/Fude/Fuk Tak. Deze stond op een plaats waar nu het Rooms-katholieke Ming Ai ziekenhuis ligt. Door de bouw hiervan, moest de tempel verplaatst worden. De vrouwen in het dorp kregen 's nachts een droom, waarin Tudigong hun vertelde waar de nieuwe tempel gebouwd moest worden. De dorpelingen zamelden geld in en de nieuwe Fuk Taktempel werd op de huidige plaats gebouwd.
De tempel bestaat uit de volgende gebouwen:
- Tempel van Tudigong
- Hal van Jigong
- twee Chinese paviljoens